# Rumänische Eishockeyliga 1990/91
Die Saison 1990/91 war die 61. Spielzeit der rumänischen Eishockeyliga, der höchsten rumänischen Eishockeyspielklasse. Meister wurde zum insgesamt 28. Mal in der Vereinsgeschichte Steaua Bukarest.

## Modus
In der Hauptrunde absolvierte jede der sechs Mannschaften insgesamt 30 Spiele. Der Erstplatzierte der Hauptrunde wurde Meister. Für einen Sieg erhielt jede Mannschaft zwei Punkte, bei einem Unentschieden gab es einen Punkt und bei einer Niederlage null Punkte.

## Hauptrunde

### Tabelle
|    | Klub                        | Sp | S  | U | N  | T   | GT  | Punkte |
| -- | --------------------------- | -- | -- | - | -- | --- | --- | ------ |
| 1. | Steaua Bukarest             | 30 | 29 | 1 | 0  | 269 | 66  | 59     |
| 2. | SC Miercurea Ciuc           | 30 | 22 | 3 | 5  | 160 | 96  | 47     |
| 3. | CSM Dunărea Galați          | 30 | 15 | 3 | 12 | 110 | 102 | 33     |
| 4. | Viitorul Gheorgheni         | 30 | 10 | 2 | 18 | 112 | 170 | 22     |
| 5. | Sportul Studențesc Bukarest | 30 | 8  | 2 | 20 | 106 | 168 | 18     |
| 6. | Imasa Sfântu Gheorghe       | 30 | 0  | 1 | 29 | 77  | 232 | 1      |

Sp = Spiele, S = Siege, U = Unentschieden, N = Niederlagen